# Tencent Music
Tencent Music Entertainment Group (TME; tiếng Trung: 腾讯音乐娱乐集团; bính âm: Téngxùn Yīnyuè Yúlè Jítuán) là một công ty phát triển các dịch vụ phát trực tuyến âm nhạc cho thị trường Trung Quốc. Các ứng dụng của Tencent Music bao gồm QQ Music, KuGou, Kuwo và WeSing; có hơn 800 triệu người dùng đang hoạt động và 120 triệu người đăng ký trả phí. Tính đến tháng 7 năm 2016, ba dịch vụ của Tencent Music chiếm khoảng 56% thị phần dịch vụ phát trực tuyến nhạc ở Trung Quốc.
Trong quý đầu tiên của năm 2021, Tencent Music thông báo có 60,9 triệu người dùng trả phí, tăng 42,6% so với 42,7 triệu người dùng trả phí trong quý đầu tiên của năm 2020. Ngoài ra, tổng số người dùng phát trực tuyến nhạc được công bố là 615 triệu, giảm 6,4% so với quý đầu tiên của năm 2020 (657 triệu).

## Lịch sử
Tencent Music được thành lập vào tháng 7 năm 2016 với việc Tencent mua Tập đoàn Âm nhạc Trung Quốc để củng cố các dịch vụ âm nhạc của mình. Vào ngày 4 tháng 7 năm 2018, Sony/ATV Music Publishing đã mua lại cổ phần của Tencent Music. Vào tháng 10 năm 2018, công ty đã nộp hồ sơ IPO trị giá khoảng 2 tỷ đô la tại Hoa Kỳ.
Vào tháng 12 năm 2018, công ty đã công bố IPO với tổng giá trị cổ phiếu khoảng 1,23 tỷ đô la, bao gồm 82 triệu ADS và 164 triệu cổ phiếu thông thường có giá khoảng 13 - 15 đô la.
Tính đến năm 2022, 16,9% cổ phiếu phổ thông hạng A của Tencent Music thuộc sở hữu của Spotify.
Vào ngày 30 tháng 1 năm 2019, SM Entertainment, công ty giải trí lớn nhất của Hàn Quốc đã ký thỏa thuận hợp tác chiến lược với Tencent Music của Trung Quốc bao gồm phân phối và tiếp thị âm nhạc tại thị trường Trung Quốc.